# Times Square Tower
La Times Square Tower és un gratacel de Times Square a Manhattan, New York, construït el 2004, mesura 220,7 metres per a 49 pisos.